# Jim Wells County
Jim Wells County är ett administrativt område i delstaten Texas, USA, med 40 838 invånare (2010). Den administrativa huvudorten (county seat) är Alice.

## Geografi
Enligt United States Census Bureau har countyt en total area på 2 248 km². 2 240 km² av den arean är land och 8 km² är vatten.

### Angränsande countyn
- Live Oak County - norr
- San Patricio County - nordost
- Nueces County - öster
- Kleberg County - öster
- Brooks County - söder
- Duval County - väster